# 世宗文化會館
世宗文化會館（／）是一间位于韩国首爾特別市鐘路區的大型综合艺术设施，面积为53,202m²。它始建于1974年，1978年4月14日開館，用以取代1972年12月1日燒毀的首爾市民会館。以朝鮮王朝君王世宗大王命名。拥有3022个座位的大剧院、小剧院和设有7国语言同步翻译的会议中心。1980年的环球小姐决赛在这里举行。

## 驻场团体
- 首尔市立交响乐团

## 外部連結
- 世宗文化會館（英文）
- 世宗文化會館的Facebook專頁
- 世宗文化會館的X（前Twitter）
- Sejong Center （页面存档备份，存于）的Youtube官方頻道
- 世宗文化會館 （页面存档备份，存于）的Naver官方部落格

37°34′21″N 126°58′32″E / 37.57250°N 126.97556°E